# Blanckenhagen (Adelsgeschlecht)

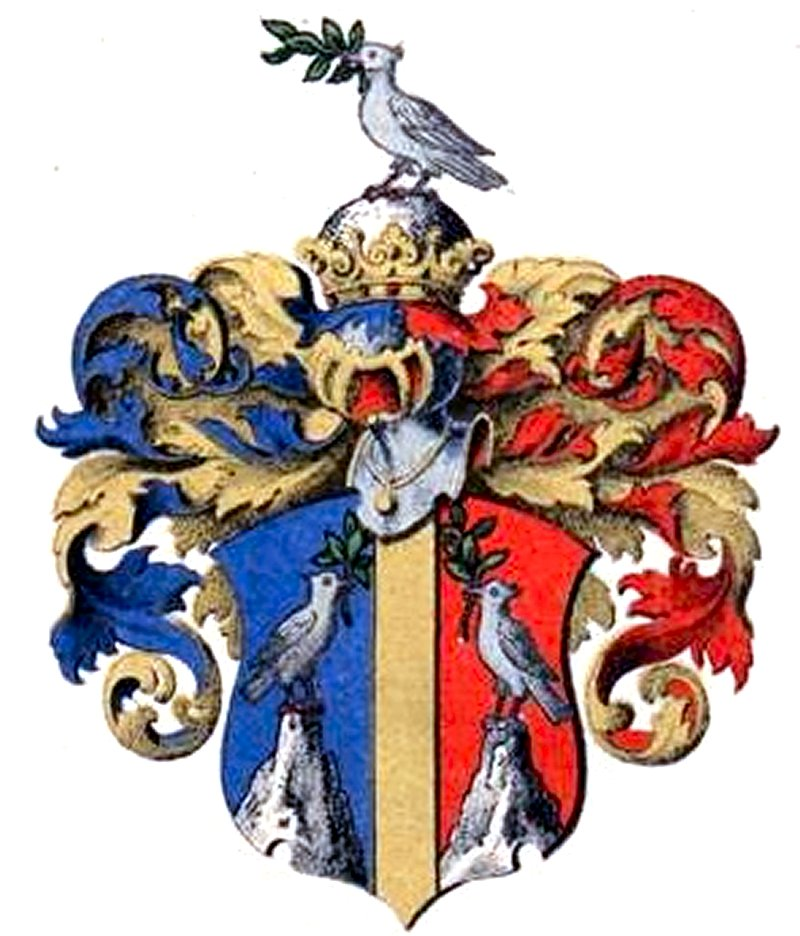
Wappen derer von Blanckenhagen

Blankenhagen ist der Familienname eines deutsch-baltischen Adelsgeschlechts dessen Ursprung höchstwahrscheinlich in Pommern liegt. Der erste namentlich aufgeführte Blanckenhagener war Simon Blanckenhagen, der sich 1588 als Pastor in der deutschen Pfarrgemeinde Pernau (Livland) niedergelassen hatte. Später übersiedelte die Familie zunächst nach Reval und später nach Riga. 1794 wurde die Familie in den Reichsadelsstand erhoben, 1795 erhielt sie das livländische Indigenat und wurde in die Adelsmatrikel der Livländischen Ritterschaft aufgenommen.

## Geschichte
Die Geschichte der Adelsfamilie von Blanckenhagen begann 1588 mit dem Pastor Simon Blanckenhagen, der als Prediger in der Pfarrei zu Pernau angestellt war. Dessen Herkunft wird auf Pommern bezogen, da dort, im 16. Jahrhundert, einige Prediger mit dem Namen Blanckenhagen lebten und Pastor Simon enge Beziehungen zu Stralsund pflegte. Dieses belegt die Protokollverschreibung des Pernauer Stadtrates vom 15. Januar 1624. Diese Annahme wird auch deshalb als Ursprungsland angenommen, da er seinen Sohn Simon II. (* 1589) an den Universitäten Greifswald und Rostock studieren ließ. Dieser Sohn wurde 1617 Pastor an der Heiligen-Geist-Kirche zu Reval, dessen älterer Sohn Hans (1631–1684) wurde Kaufmann und der jüngere Sohn Simon III. († 1681) gleichfalls Pastor.
Hans Blankenhagen († 1684) sollte der Stammvater des jetzt noch bestehenden Adelsgeschlechts werden. Sein Urenkel der Kaufmann Peter Heinrich Blanckenhagen d. Ä.  (1723–1794) übersiedelte in der Mitte des 18. Jahrhunderts nach Riga und baute eine wohlhabende und anerkannte Familie auf. Unter seiner Leitung entstand eine Stiftung, die später als Grundlage der Livländischen gemeinnützigen und ökonomischen Sozietät hohe Beachtung fand. In Anerkennung seiner geleisteten Arbeit und seines sozialen Engagements verlieh die Livländische Ritterschaft seiner Witwe und seinen drei Söhnen 1795 das Indigenat und sie wurden in die livländische Adelsmatrikel (Registrierungsnummer 224) aufgenommen. Am 21. August 1794 hatte die Familie den deutschen Reichsadel mit dem Adelsprädikat „von“ erworben. Peter Heinrichs d. Ä. Sohn Johann Christoph (1764–1816) zog als Kaufmann nach Amsterdam, zwei weitere Söhne Wilhelm (1761–1840) und Peter Heinrich d. J. (1765–1802), wurden Landwirte und gingen mit ihren Nachkommen ganz in den Landadel Livlands auf. Ihm folgte sein Sohn Johann (1798–1884) und unter dessen Söhnen Heinrich Peter Gottlieb und Gottlieb Johann unterteilte sich die baltische Linie in die Häuser Drobbusch und Allasch.

## Besitzungen
Im baltischen Raum hatten die von Blanckenhagens zeitweise folgende Rittergüter besessen:
- Im estnischen Distrikt: Brinkenhof und Kawershof (siehe unten)
- Im lettischen Distrikt: Neuermühlen, Judasch[4], Ramelshof, Moritzhof und Kaltenbrunn. Allasch mit Pullandorf seit 1780 bzw. 1802, Drobbusch mit Klawekaln seit 1806, Weißenstein seit 1830 und Klingenberg seit 1890.

### Brinkenhof
„Das aus dem Mittelalter stammende Gut gehörte mehreren Adelsfamilien. Das hölzerne, mit einem Dachgeschoss versehene Hauptgebäude wurde vermutlich Mitte des 19. Jh. errichtet. Heute wird es als Sozialzentrum der Gemeinde Haaslava verwendet“.

### Kawershof
„Das Gut wurde erstmals 1541 erwähnt und gehörte den Familien Kawer, Golovin, von Brüggen und von Grote. In den 1850er wurde das stilvolle Neorenaissance-Hauptgebäude errichtet (heute zu einer Schule umgebaut). Vom Gut etwa 2,5 Kilometer westlich befindet sich ein Industriekomplex aus dem 19. Jahrhundert mit mehreren Produktionsgebäuden“.

## Wappen
Auf der Grundlage des Adelsdiploms vom 21. August 1794 führen die von Blanckenhagens folgendes Wappen: Durch einen goldenen Pfahl von Blau und Rot gespaltener Schild. In jedem Feld stehende auf blauen Felsen eine silberne Taube mit grünem Olivenzweig im Schnabel. Auf dem gekrönten Helm dieselbe Taube. Helmdecken blau-golden und rot-golden.

## Stammtafel
- Simon I. Blanckenhagen († 1624), seit 1588 Pastor zu Pernau
  - Simon II. Blanckenhagen (1589 – 1640), Pastor zu Reval
    - Hans Blanckenhagen(1631 – 1684), Kaufmann in Reval, Ältester der Großen Gilde
      - Justus Blanckenhagen (1657 – 1730), Oberpastor der Domkirche in Reval, Präsident des estländischen Konsistoriums
      - Simon IV. Blanckenhagen (* 1659, † 1697 in Moskau), Kaufmann in Reval
        - Simon V. Blanckenhagen (1690 – 1735), Kaufmann in Reval, Ältester der Großen Gilde
          - Peter Heinrich d. Ä.  Blanckenhagen (1723–1794), Kaufmann und Stammvater der „von Blanckenhagen“ im Baltikum

    - Simon III. († 1681), Pastor zu Narva

## Stammfolge
Peter Heinrich d.Ä. Blanckenhagen (1723 in Reval; 1794 in Riga), Kaufmann, Ältester der Großen Gilde ⚭ Eva Maria Grote von Blanckenhagen (1742–1796) wurde als Witwe am 21. August 1794 nobilitiert.
- Wilhelm von Blanckenhagen (1761 in Riga; 1840 in Allasch), Herr auf Aahof, Bellenhof und Allasch, Nobilitierung am 21. August 1794 ⚭ Katharina Klatzo (* 1764)
- Johann Christoph von Blanckenhagen (* 1764; † 1816 in Bath, England) Kaufmann in Amsterdam, Nobilitierung am 21. August 1794 ⚭ Martha Harden (* 1765)
- Peter Heinrich d. J. von Blanckenhagen (* 1765; † 1802 in Heilbronn), Herr auf Drobbusch, Nobilitierung am 21. August 1794 ⚭ Jeanne Arlaud (* 1769 in Genf; † 1819 in Montpellier)
  - Johann von Blanckenhagen (* 1798; † 1884 auf Drobbusch), Herr auf Drobbusch, Klawekaln, Brinkenhof, Weißenstein und Allach, Gerichtsassessor ⚭ Maria von Wolff (1801–1857)
    - Heinrich Peter Gottlieb (siehe Haus Drobbusch)
    - Johann Otto Gottlieb (siehe Haus Allasch)

### Haus Drobbusch

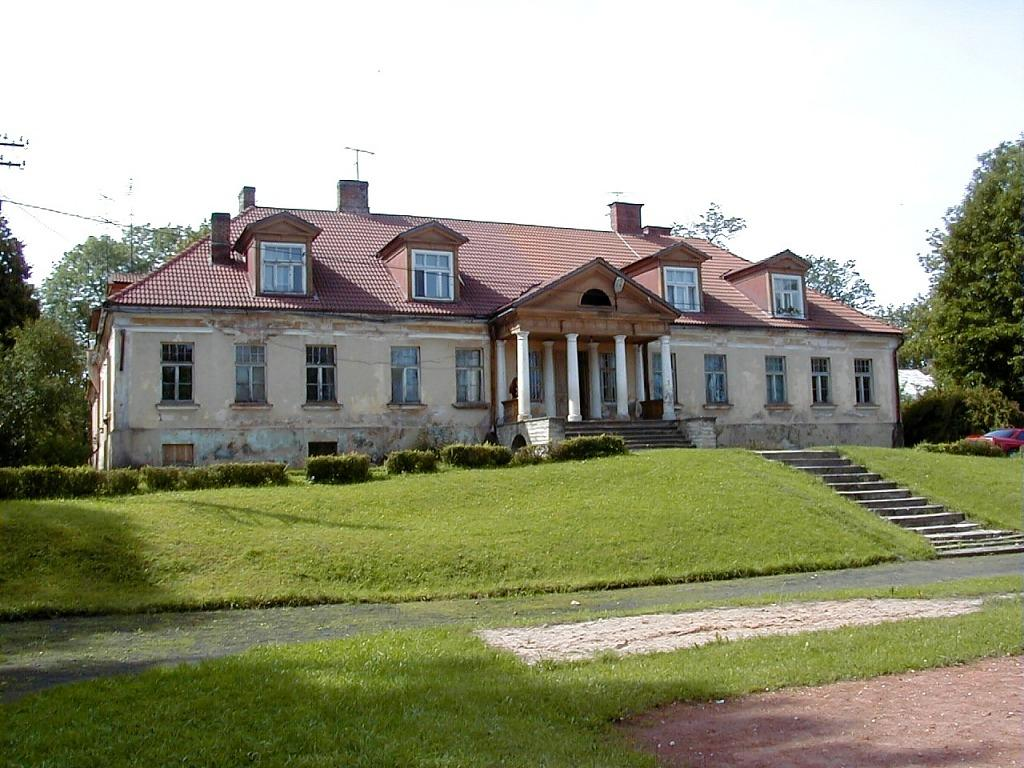
Herrenhaus des Ritterguts Drobbusch in Drabeši (Bezirk Amata)

Heinrich Peter Gottlieb von Blanckenhagen (1827–1898), Herr auf Drobbusch und Weißenstein ⚭ Antoinette von Wolff (1832–1907)
- Johann Heinrich Gottlieb (1854–1922), Herr auf Moritzberg
- Johann Heinrich Otto (* 1856) ⚭ Maria Helene von Heynitz (* 1865)
  - Friedrich Johann Heinrich Ott (* 1901)
  - Eberhard Johann Heinrich Otto (* 1903)
- Peter Heinrich Gottlieb (1856 † 1919 in Riga; ermordet von lettischen Bolschewisten) ⚭ Anna Schultz (1858–1919)
  - Peter Heinrich Werner (* 1885)
  - Peter Heinrich Hellmuth
  - Peter Heinrich Günther (* 1892 † 1915 gefallen)
- Johann Heinrich Eduard (* 1860) ⚭ Caroline Ludmilla von Mengden (* 1864)
- Johann Heinrich William (* 1863; † 1919 ermordet von lettischen Bolschewisten)

### Haus Allasch

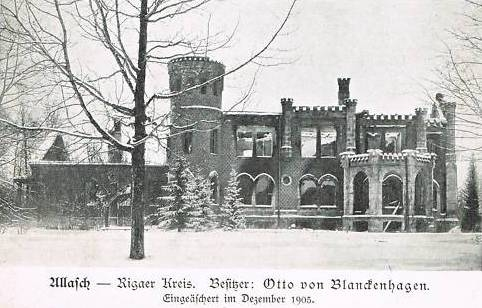
Schloss Allasch, im Dezember 1905 während der Russischen Revolution abgebrannt

Gottlieb Johann Otto von Blanckenhagen (1830–1875), Herr auf Allasch ⚭ Luise von Maydell (1838–1917)
- Ernst  Johan Gottlieb (* 1860; † 1917 in Dorpat), Herr auf Kaltenbrunn und Klingenberg ⚭ Agnes von Wolff (* 1867; † 1917 in Dorpat)
  - Kurt Eduard Gottlieb Ludwig (* 1887) ⚭ Elisabeth von Bulmerincq (* 1889)
    - Rolf Kurt Ernst (* 1910 in Klingenberg bei Riga)

  - Herbert Heinrich (1892 Klingenberg  – 1985 München) ⚭ Wera von Foelckersam (* 1894), Gutsverwalter von Orellen, Schriftsteller
- Otto Wilhelm Johann (* 1867 auf Allasch; † 1934 in Schwerin), Herr auf Allasch, livländischer Landrat ⚭ Elisabeth von Löwis of Menar (* 1875) ab 1823 wurde der „Likör Allasch“, im Gut Allasch (lett.: Allažmuiža) der Familie von Blanckenhagen hergestellt, die Herstellung in Lettland endete 1944[7]
  - Hans Richard (* 1900 auf Allasch; † 1989 in Hamburg);
  - Peter Heinrich (* 1909 in Riga; † 1990 New York City) Archäologe, Träger des Verdienstordens der Bundesrepublik Deutschland.